# Tejupá
Tejupá é um município do estado de São Paulo, no Brasil. O município é formado pela sede e pelos distritos de Águas Virtuosas e Ribeirão Bonito.

## Topônimo
"Tejupá" é um termo originário do tupi teîupara, que significa "choupana para abrigo durante viagens". É uma referência às choças de índios que, segundo a tradição popular, existiam na região antes da chegada dos colonizadores de origem europeia.

## História
Por volta de 1868, as famílias Leais, Ilhéus e Pifanos criaram a povoação de Nossa Senhora do Patrocínio. Em 1889, a povoação foi elevada a distrito de paz pertencente ao município de Piraju, com o nome de "Pedra Branca". Por vontade dos moradores, esse nome foi alterado para "Belo Monte", numa referência aos montes que circundam a cidade. Em dezembro de 1963, Belo Monte se emancipou de Piraju, tornando-se o município de Tejupá.

## Geografia

### Localização
Localiza-se a uma latitude 23º20'34" sul e a uma longitude 49º22'35" oeste, estando a uma altitude de 765 metros.

### Hidrografia
- Rio Paranapanema
- Represa de Jurumirim
- Rio Taquari
- Ribeirão Bonito

### Rodovias
- SP-270
- Rodovia Antônio Nicolau Ferreira

### Meio ambiente
Perímetro APA Tejupá
(APA: Área de Proteção Ambiental)
Criado pelo Decreto Estadual n° 20 960, de 8 de junho de 1983, compreende os municípios de: Timburi, Sarutaiá, Piraju, Tejupá, Fartura, Taguaí, Barão de Antonina, Itaporanga, Coronel Macedo e Taquarituba. Ou seja: os municípios da Serra de Fartura, na faixa de cuestas basálticas que dominam a região da divisa de São Paulo com o Paraná.
Área total: 158 830,00 hectares
Rios envolvidos: rio Itararé, rio Paranapanema (e represa de Chavantes), rio Verde, rio Taquari e nascentes, córregos e cachoeiras.
Este perímetro representa um grande potencial turístico para a região.

## Demografia

### População
| Crescimento populacional                             | Crescimento populacional | Crescimento populacional | Crescimento populacional |
| Ano                                                  | População Total          |                          | %±                       |
| ---------------------------------------------------- | ------------------------ | ------------------------ | ------------------------ |
| 1970                                                 | 5 093                    |                          | —                        |
| 1980                                                 | 4 861                    |                          | −4,6%                    |
| 1991                                                 | 4 732                    |                          | −2,7%                    |
| 2000                                                 | 5 336                    |                          | 12,8%                    |
| 2010                                                 | 4 809                    |                          | −9,9%                    |
| 2022                                                 | 4 127                    |                          | −14,2%                   |
| Est. 2024                                            | 4 142                    | [ 10 ]                   | 0,4%                     |
| Fontes: Censos Demográficos IBGE e Estimativas SEADE |                          |                          |                          |

## Economia
A economia é baseada na agropecuária, predominando as lavouras de café, feijão, milho e soja.

## Infraestrutura

### Comunicações
O sistema de telefones automáticos foi inaugurado na cidade em 1985 pela Telecomunicações de São Paulo (TELESP), que também implantou o sistema de discagem direta à distância (DDD) em 1989 com o código de área (0143). Anteriormente a cidade era atendida pela Companhia de Telecomunicações do Estado de São Paulo (COTESP).
Na década de 90 o código DDD da cidade foi alterado para (014), para padronização do sistema telefônico com a telefonia celular que estava sendo implantada em todo o estado.

## Religião
O Cristianismo se faz presente na cidade da seguinte forma:

### Igreja Católica
- A igreja faz parte da Diocese de Ourinhos.[19]

### Igrejas Evangélicas
Entre as igrejas protestantes históricas, pentecostais e neopentecostais, encontram-se na cidade:
- Assembleia de Deus Ministério do Belém.[22][23]
- Congregação Cristã no Brasil.[24]